# Amaro Lucano
Amaro Lucano es un licor de hierbas italiano, originario de la región de Basilicata.
Fue creado en 1894 por el pastelero Pasquale Vena, de la mezcla de más de 30 hierbas.
En 1900 Amaro Lucano ganó notoriedad en todo el Reino de Italia, después de la familia Vena se convirtiò proveedor oficial de la Casa de Saboya, cuyo escudo de armas aparece en la etiqueta. 
En 2014, fue reconocido con tres estrellas por el Superior Taste Award.
Amaro Lucano tiene un color marrón caramelo y un sabor amargo/dulce con un contenido de alcohol del 28% por volumen. Se puede tomar solo, frío, con hielo o con una rodaja de naranja. También está indicado como base para cócteles.